# Grave (Països Baixos)
Grave és un municipi de la província del Brabant del Nord, al sud dels Països Baixos. L'1 de gener del 2009 tenia 12.801 habitants repartits sobre una superfície de 28,04 km² (dels quals 0,83 km² corresponen a aigua). Limita al nord amb Oss, Wijchen (Gelderland) i Heumen (Gelderland), i al sud amb Landerd, Mill en Sint Hubert i Cuijk.

## Centres de població
- Escharen
- Gassel
- Grave
- Velp

## Llocs d'interès
Prop de la ciutat es troba un pont, construït el 1929. És la connexió nord a Gelderland, que abasta el riu Maas. El pont va ser un dels punts estratègics claus en l'Operació Horta; la ciutat va ser alliberada el 17 de setembre de 1944, però va patir molt pocs danys. El pont va ser nomenat des del 2004 tinent John S. Thompson, que comandava el gran grup de la 82a Divisió Aerotransportada que va conquerir el pont. La Hampoort és l'antiga entrada a la ciutat, que encara és intacte i pot ser visitada.

## Ajuntament
- VVD 3 regidors
- CDA 3 regidors
- Lokale Partij Grave 3 regidors
- 3Dorpenpartij 2 regidors
- SP 2 regidors
- PvdA 2 regidors

## Galeria d'imatges

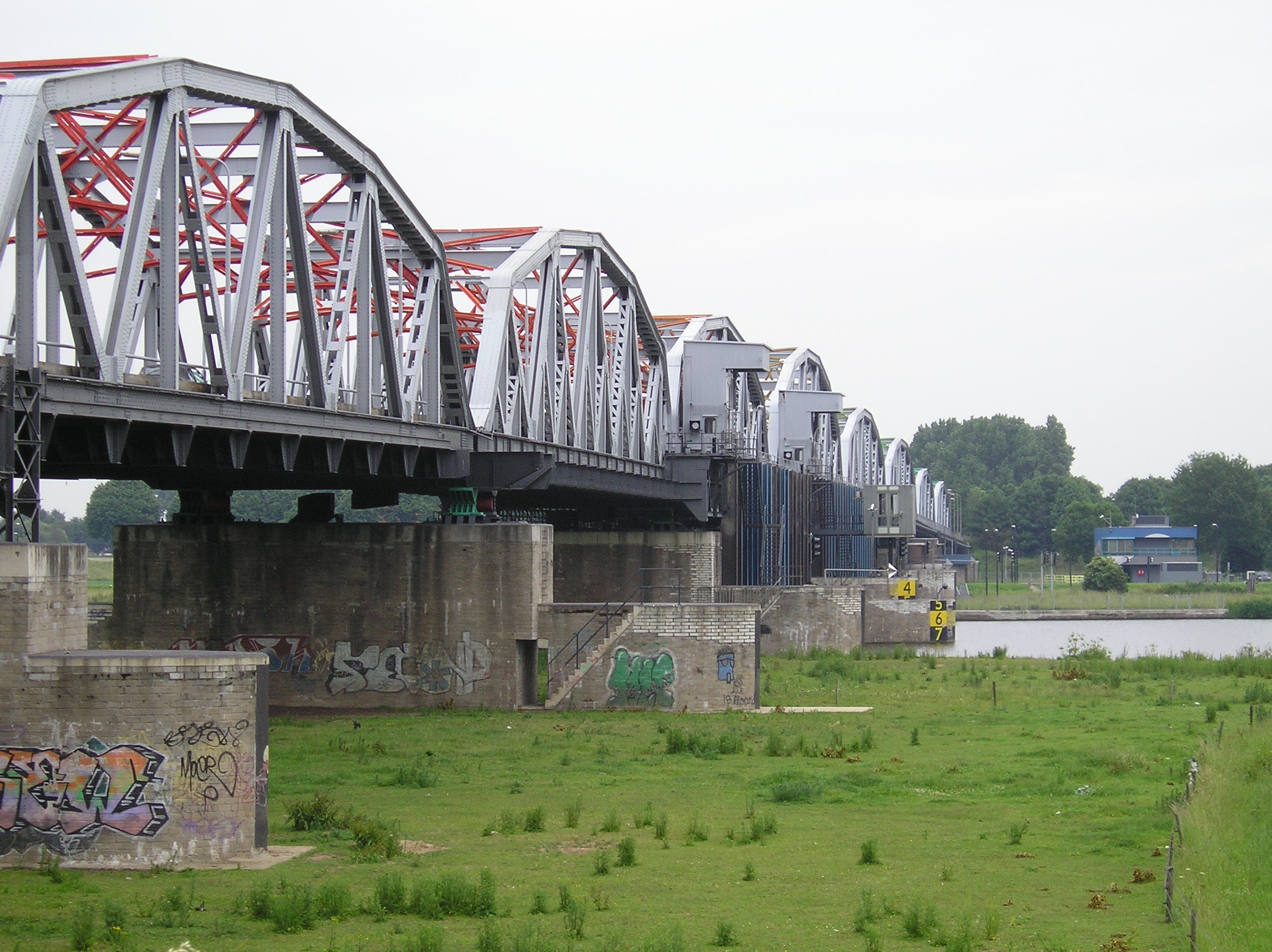
Pont de Grave
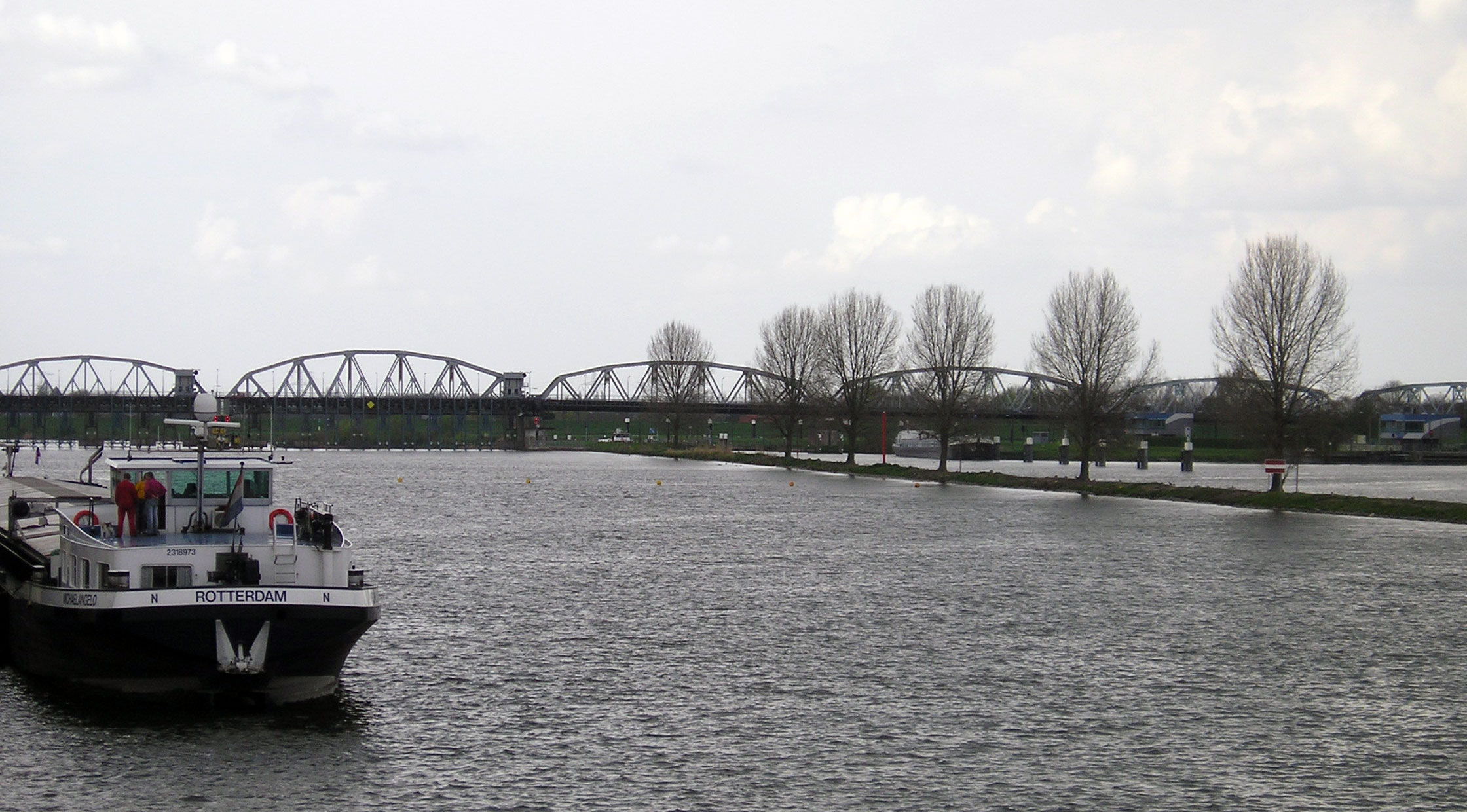
Pont de Grave
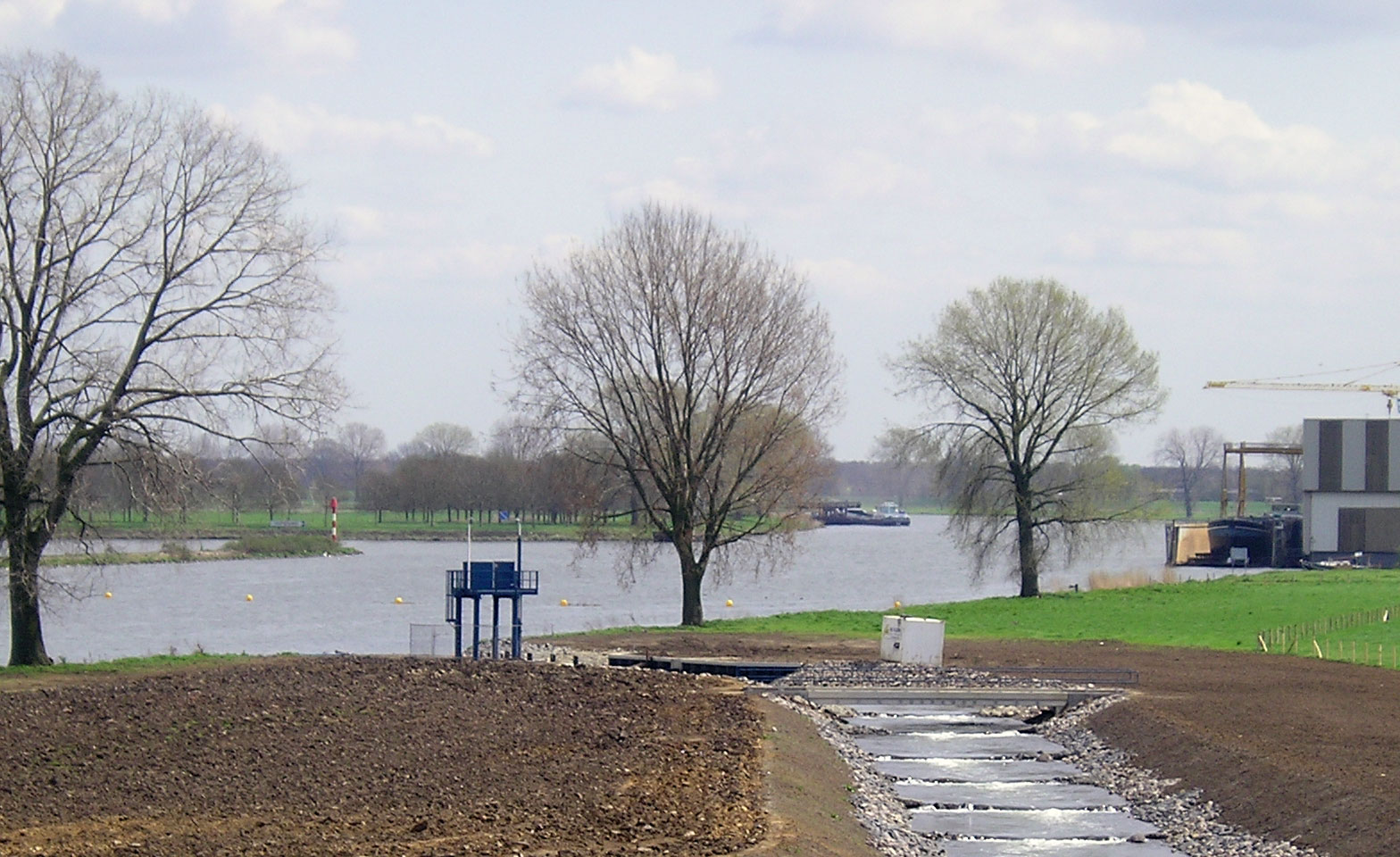
Escala de peixos
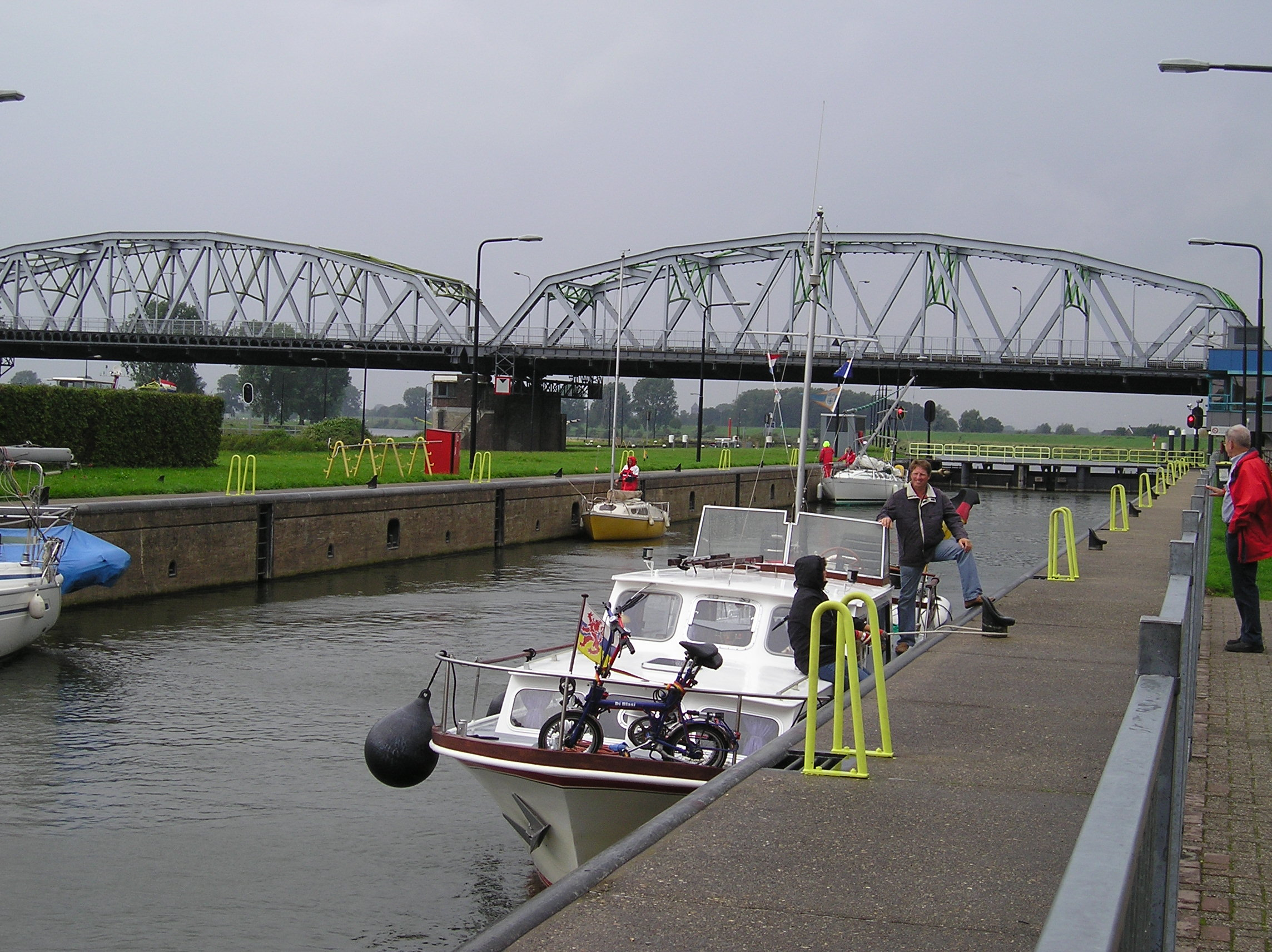
Canal
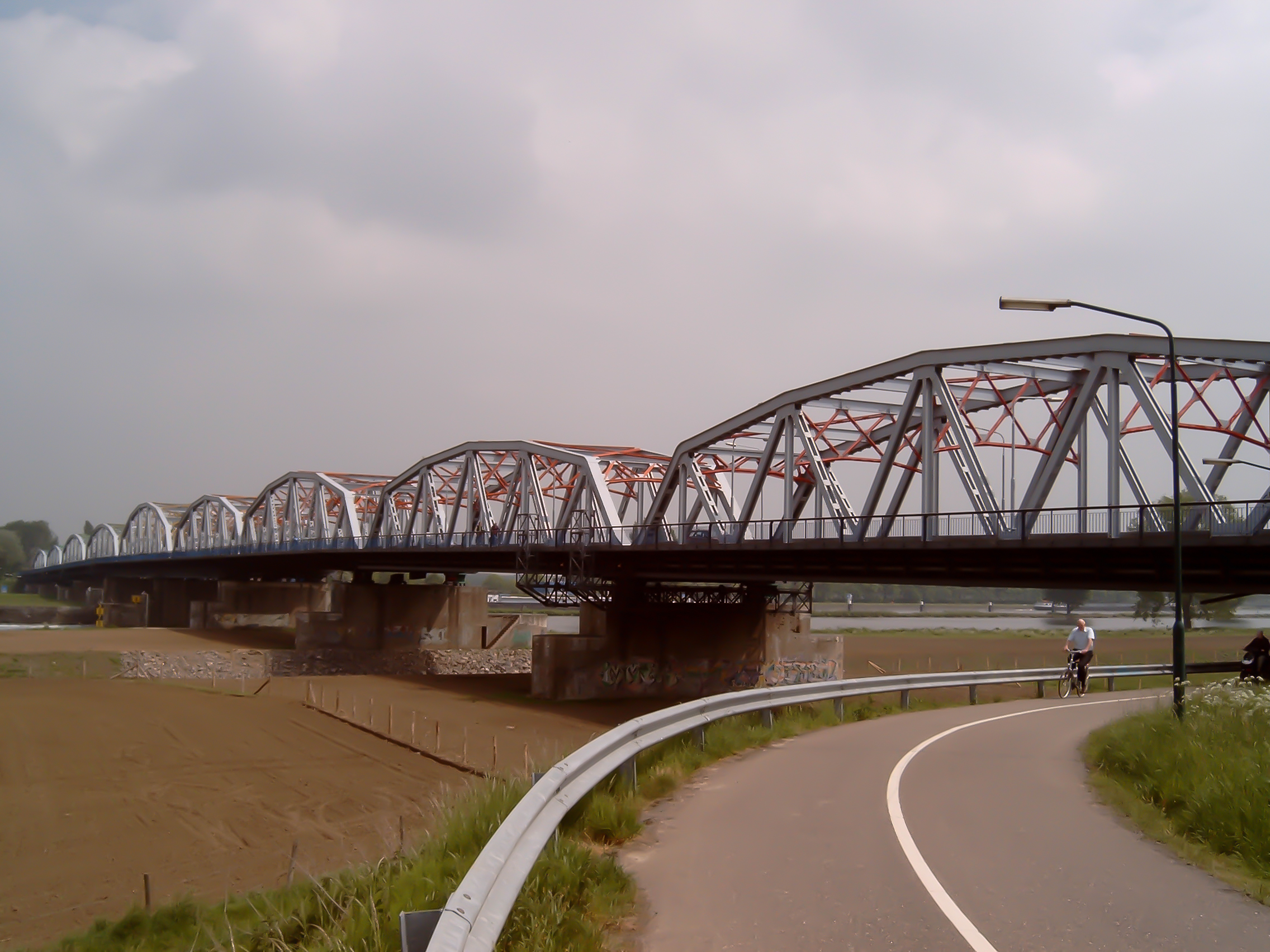
Pont: John S Thompsonbrug
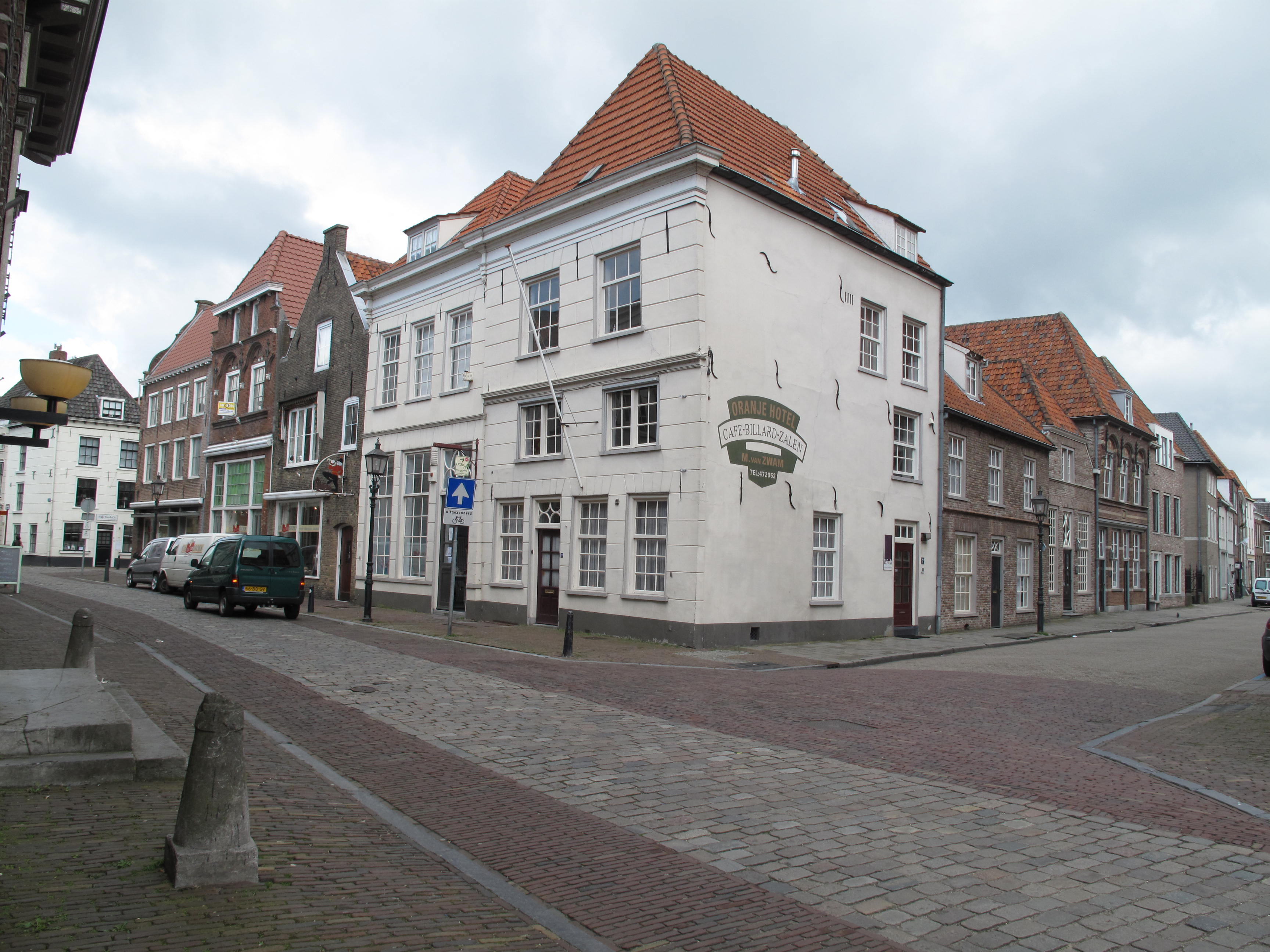
Cases al centre